# Steingehege der Bretagne

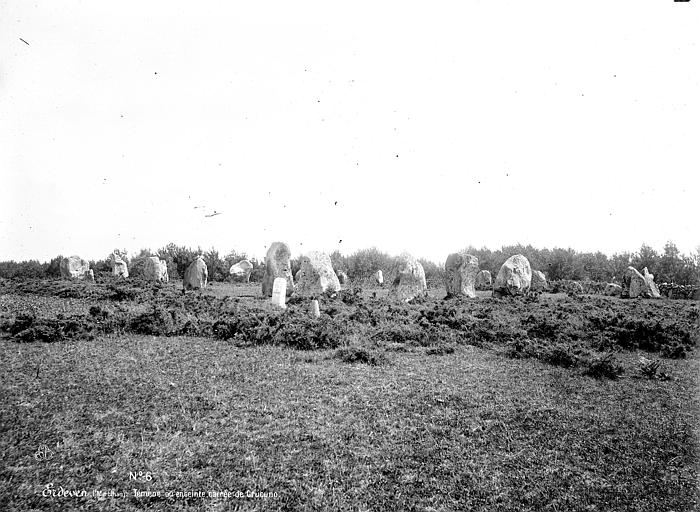
Quadrilatère von Crucuno

Die Steingehege der Bretagne sind eine seltene Form der Steinsetzung. Bei jenen Megalithkomplexen der Bretagne, die aus einer Vielzahl von Menhiren gebildet werden, unterscheidet man nach Alignements (Steinreihen), Steinkreisen (auch Halbkreise) und Steingehegen (Enceintes). Ihre Entstehungszeit ist unklar.
Die unbearbeiteten Monolithe der Steingehege sind nicht so mächtig wie die allein stehende Menhire. Es gibt sie auch in eckiger Form (französisch Quadrilatère ):

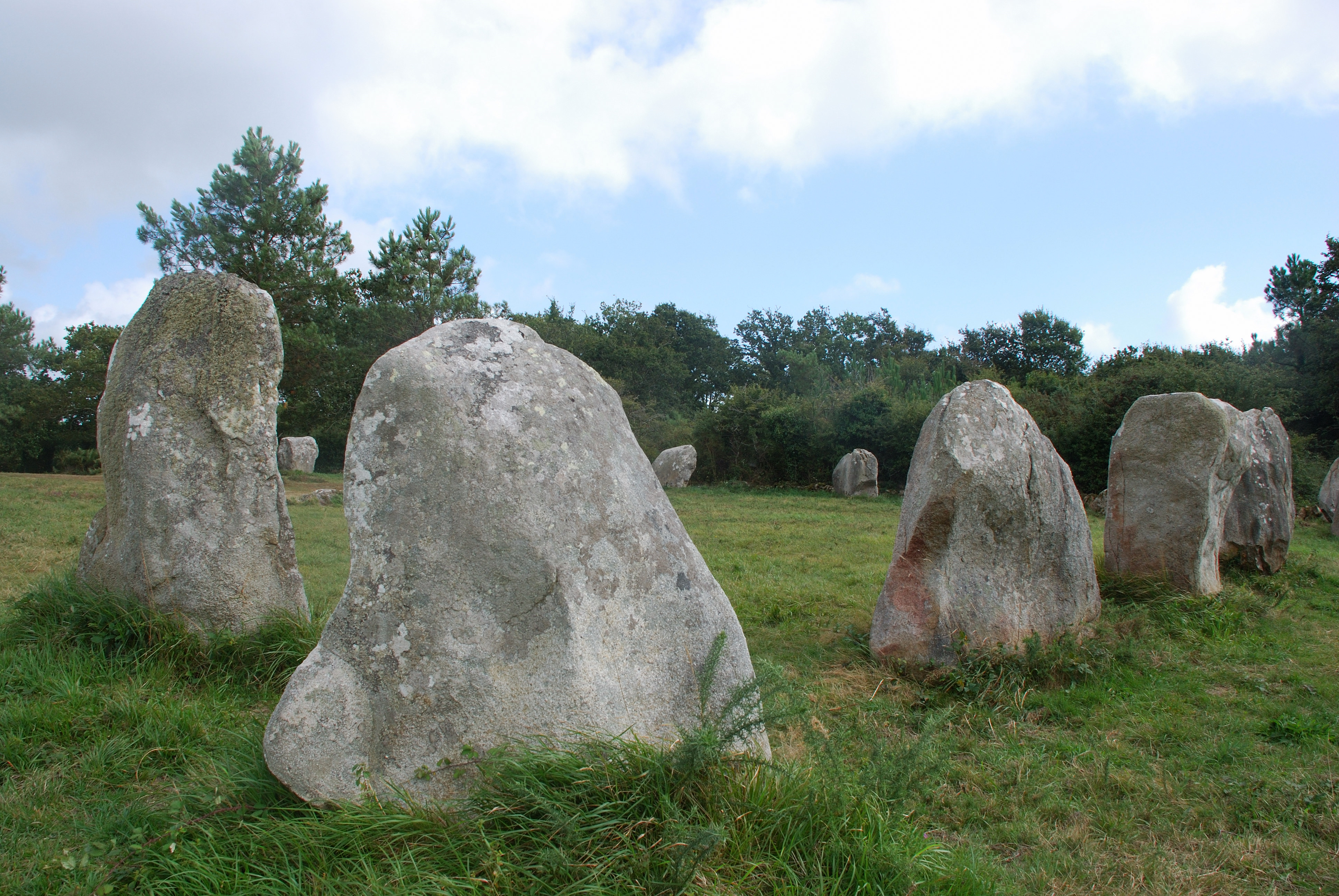
Der rechteckige Cromlech von Crucuno

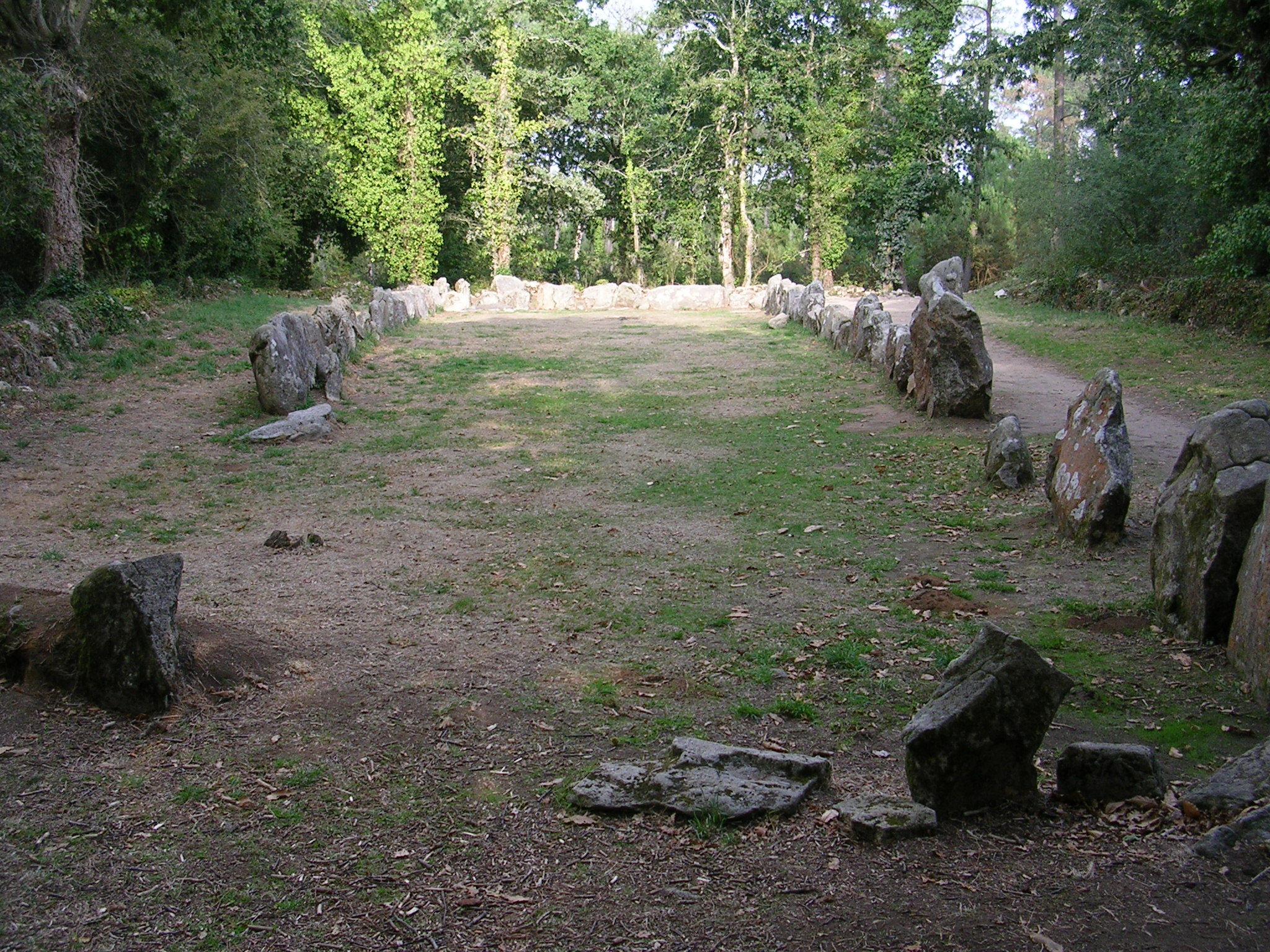
Quadrilatere du Manio

- Crucuno, Coët-ar-Blei (La chaise de Cesar), Er Lannic, Le Narbon, Quadrilatere du Manio und Garten der Mönche (französisch Jardin aux Moines – alle im Département Morbihan)
- Landaoudec, Lanvéoc, Parc-ar-Varret und Ty-ar-C’huré (das Haus des Priesters) bei Morgat (im Département Finistère)
- der so genannte „Heidentempel“ auf der Ǐle d’Ouessant (Département Finistère)

Das Gehege von Crucuno, bei Erdeven (im Département Morbihan) ist nach den Himmelsrichtungen ausgerichtet. In der Literatur wird jedoch spekuliert, dass diese Ausrichtung erst bei einer Restaurierung zustande gekommen ist. Die Formation von Le Manio bei Carnac stellt dagegen zweifellos die Einfriedung eines Hügels dar. Nach alten Schilderungen wurden Gehege durch Erdaufschüttungen und Böschungen ergänzt, die heute verschwunden sind. Unklar ist, ob sie bei der Errichtung eine Rolle spielten, oder einzelne Felder gegeneinander abgrenzten.
Fraglich ist, ob das elliptische Steingehege aus dicht stehenden Steinen, das P. R. Giot unter dem neolithischen Tumulus von La Tossen Ar Run (auch Tossen-Keler bei Penvenan im Département Côtes-d’Armor) fand, ursprünglich unter freiem Himmel stand. Es wurde in einem Garten am Quai von Tréguier wieder aufgebaut. Bei der prähistorischen Errichtung des Geheges wurden Steine verwandt, die offenbar aus zerstörten Megalithanlagen stammen. Die Tatsache, dass das östliche Ende des Geheges zerstört ist, täuscht nicht über seine relativ geometrische Form hinweg.
Alles in allem verwundert die relativ geringe Anzahl von erhaltenen oder vermuteten Gehegen, selbst wenn man bedenkt, dass etwaige Holzgehege verschwanden, ohne Spuren zu hinterlassen. Man muss davon ausgehen, dass steinerne Gehege durch spätere Handlungen vernichtet wurden.